# Nicolò del Giudice
Nicolò del Giudice (ur. 16 czerwca 1660 w Neapolu, zm. 30 stycznia 1743 w Rzymie) – włoski kardynał.

## Życiorys
Urodził się 16 czerwca 1660 roku w Neapolu, jako syn Domenica del Giudicego i Costanzy Pappacody. Studiował na La Sapienzy, gdzie uzyskał doktorat utroque iure. Następnie został protonotariuszem apostolskim i klerykiem Kamery Apostolskiej. W latach 1715–1725 był prefektem Pałacu Apostolskiego. 11 czerwca 1725 roku został kreowany kardynałem diakonem i otrzymał diakonię Santa Maria ad Martyres. Zmarł 30 stycznia 1743 roku w Rzymie.